# Пирри, Брэндон
Брэ́ндон Пи́рри (англ. Brandon Pirri; род. 10 апреля 1991, Торонто) — канадский хоккеист, выступает за команду НХЛ «Чикаго Блэкхокс». Чемпион мира 2021 года.

## Карьера
На драфте НХЛ 2009 был выбран во втором раунде командой «Чикаго Блэкхокс»
В сезоне 2009/10 учился и выступал за Политехнический институт Ренсселера, где в 39 играх набрал 43 (11+32) очка.
2 марта 2014 года был обменян во «Флориду Пантерз», взамен «Блэкхокс» получил третий выбор драфта НХЛ 2014 и пятый выбор драфта 2016.
29 февраля 2016 года был обменян в «Анахайм Дакс» на выбор шестого номера драфта 2016.
25 августа 2016 года, Брэндон, когда был свободным агентом, подписал годичный контракт с «Нью-Йорк Рейнджерс», сумма которая составляла 1,1 млн долларов.
5 октября 2017 года подписал однолетний контракт с клубом «Вегас Голден Найтс», который дебютирует в НХЛ. 4 апреля 2018 года оформил дубль в игре против «Ванкувер Кэнакс», таким образом в этой встречи он набрал 100-е очко в НХЛ. 1 июля 2018 года продлил двусторонний контракт «Голден Найтс» ещё на один год.
28 сентября 2020 года был обменян в «Чикаго Блэкхокс» на нападающего Дилана Сикуру.